# Sandro Chia
Sandro Chia (Firenze, 20 aprile 1946) è un artista, pittore e scultore italiano.

## Biografia

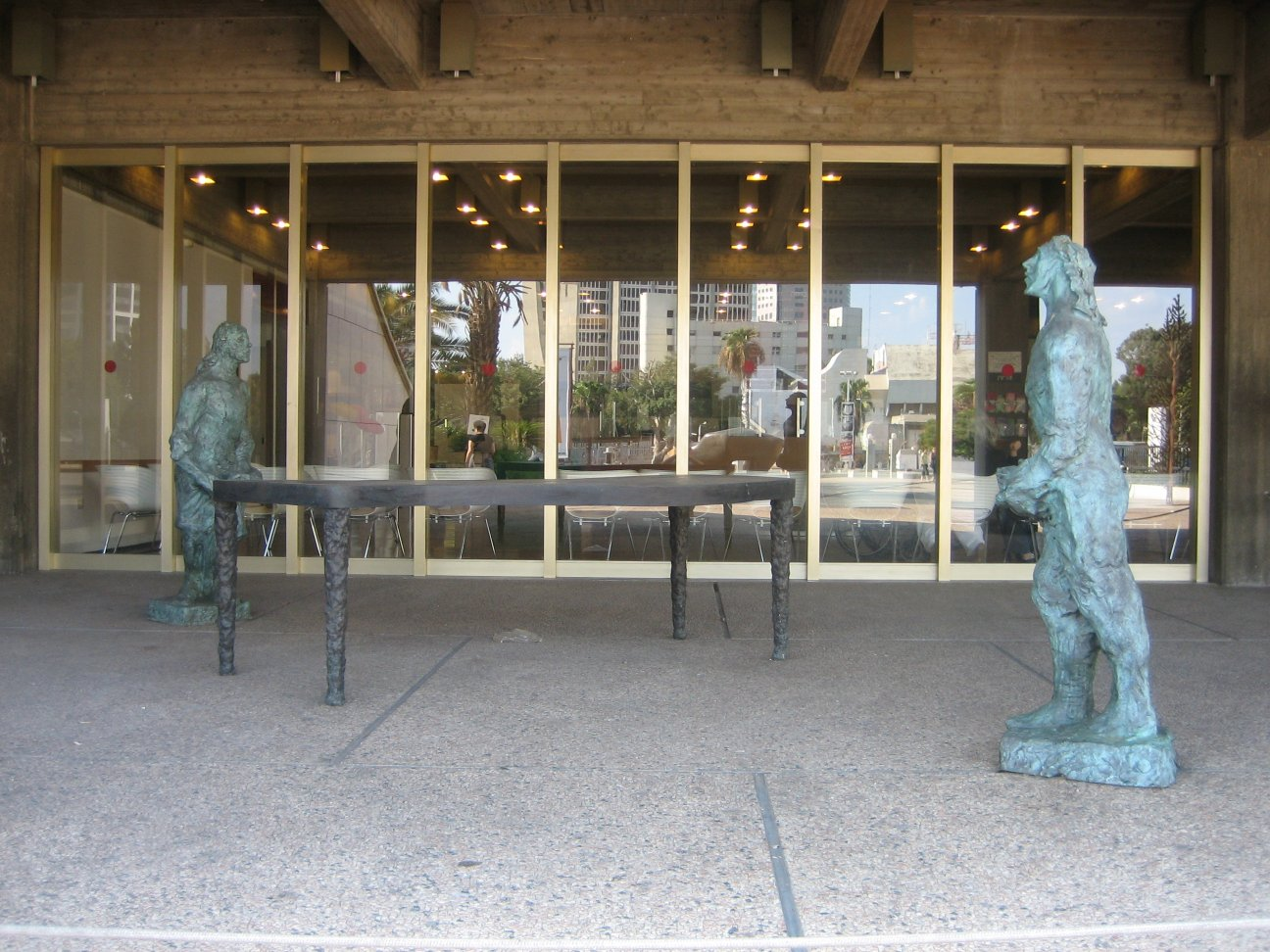
Table of Peace, Tel Aviv Museum of Art

È uno dei membri del movimento della Transavanguardia italiana (movimento noto in Europa anche con il nome di Neoespressionismo), assieme a Francesco Clemente, Mimmo Paladino, Nicola De Maria e Enzo Cucchi. 

Il movimento fondato dal critico Achille Bonito Oliva ha avuto il suo apice negli anni ottanta, per poi declinare progressivamente.
Attualmente Chia vive e lavora dividendosi tra New York e Montalcino presso Siena. Ha esposto alla Biennale di Parigi, alla Biennale di San Paolo ed in diverse edizioni della Biennale di Venezia. 
Sandro Chia ha alle spalle una formazione artistica molto eterogenea. Nel 1969 si diploma all'Accademia di belle arti di Firenze, dove è entrato in contatto con le principali neoavanguardie europee e in seguito anche statunitensi; si trasferisce a Roma per un decennio e poi a New York per circa un ventennio. Sul finire degli anni settanta, dopo varie esperienze di viaggio in Asia ed Europa, egli si convertirà al figurativismo e si inserirà naturalmente e automaticamente nella Transavanguardia.
Nel 1994 è stato incaricato dal Comune di Siena di realizzare il Drappellone per il Palio d'Agosto, vinto dalla Contrada della Tartuca.

## Opere

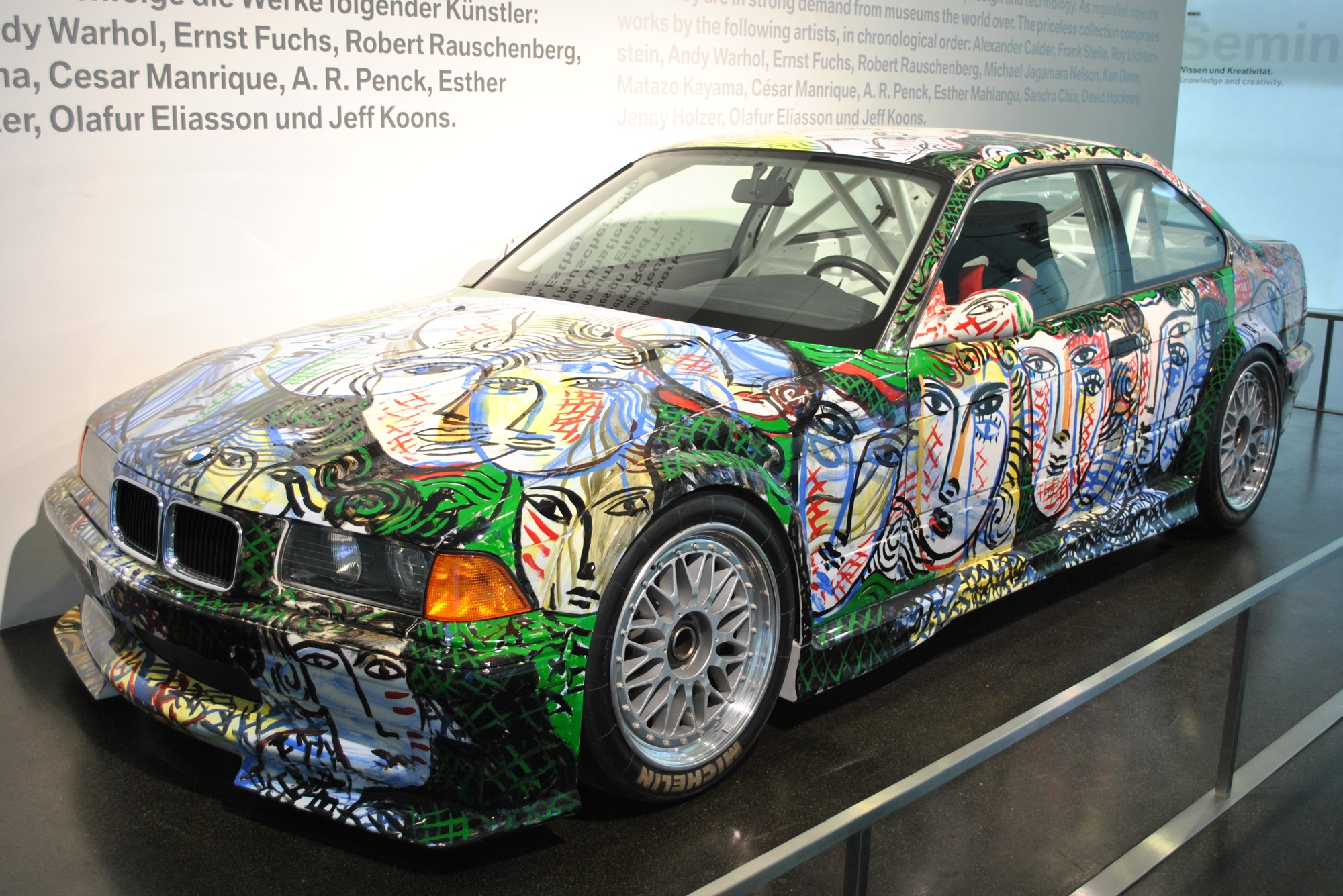
BMW M3 GTR Art Car del 1992 decorata da Sandro Chia in mostra al BMW Museum

Alcune opere dell'artista con rispettiva collocazione:
- The Idleness of Sisyphus – MoMA, New York
- The Waterbearer – Tate Gallery, Londra
- Nocturnal Figures with Lamp – Setagaya Art Museum (Giappone)
- Pergola – Fukuyama Museum of Art (Giappone)
- Father and Son – Fukuyama Museum of Art (Giappone)
- Single Winged Angel with Heart – The Museum of Art, Kochi (Giappone)
- Rabbit for Dinner – Stedelijk Museum, Amsterdam (Paesi Bassi)
- È bello per l'artificiere saltare con i propri fuochi – Museo Boijmans Van Beuningen, Rotterdam (Paesi Bassi)
- Corageous Boys on Raft – Marx Collection, Neue Nationalgalerie, Berlino (Germania)
- Dionysus' Kitchen – Collezione Maramotti, Reggio Emilia (Italia)
- 13th BMW Art Car  – Museo BMW, Monaco di Baviera
- Il volto scandaloso – Kunsthalle Bielefeld, Bielefeld (Germania)
- Passione per l'arte, scultura bronzea nella Piazza Rathausplatz – Bielefeld (Germania)
- Peace Table, gruppo di sculture bronzee – Tel Aviv Museum of Art, Tel Aviv (Israele)
- Sinfonia incompiuta – Castello di Rivoli, Museo d'Arte Contemporanea, Rivoli (Italia)
- Buon governo e Al servizio della cosa pubblica – Senato della Repubblica, Palazzo Madama, Roma (Italia)
- Single Winged Angel – Biblioteca del Senato, Piazza della Minerva, Roma (Italia)
- Enea ed Europa, sculture in bronzo – Provincia di Roma, Palazzo Valentini, Roma (Italia)
- Volti d'Italia, mosaico – Ministero degli Affari Esteri, Roma (Italia)
- Divano a mare, mosaico - Fondazione Bisazza, Montecchio Maggiore, VI (Italia)
- Bagnante, scultura in bronzo - Scoglio della Regina, Livorno (Italia)
- Figura (1982), Collezione Roberto Casamonti, Firenze (Italia)
- Il cavallo e il suo puledro (1994), giardini della Lizza, Siena (Italia)